# Kup Bosne i Hercegovine 2002-2003
La Kup Bosne i Hercegovine 2002-2003 è stata la seconda edizione della coppa nazionale della Bosnia Erzegovina, ed è stata vinta dallo Željezničar, al suo secondo titolo.

## Squadre partecipanti
|                       | Premijer Liga | Premijer Liga |
| --------------------- | --- | --- |
| 1º livello            | Borac Banja Luka Bosna Visoko Brotnjo Budućnost Banovići Čelik Zenica Glasinac Sokolac Jedinstvo Bihać Kozara Leotar Mladost Gacko Orašje Posušje Rudar Ugljevik Sarajevo Široki Brijeg Sloboda Tuzla Velež Mostar Željezničar Žepče Zrinjski Mostar | Borac Banja Luka Bosna Visoko Brotnjo Budućnost Banovići Čelik Zenica Glasinac Sokolac Jedinstvo Bihać Kozara Leotar Mladost Gacko Orašje Posušje Rudar Ugljevik Sarajevo Široki Brijeg Sloboda Tuzla Velež Mostar Željezničar Žepče Zrinjski Mostar |
|                       | 1. liga FBiH | 1. liga Republike Srpske |
| 2º livello            | Grude Rudar Kakanj Troglav | Ljubić Prnjavor Modriča Radnik Bijeljina Slavija |
|                       | Federazione BiH | Repubblica Srpska |
| divisione sconosciuta | Goražde Podgrmeč Saobraćajac Sarajevo Sloga Prud Sloga Tojšići | nessuna |

## Sedicesimi di finale
| Squadra 1       | Totale          | Squadra 2          | Andata     | Ritorno    |
| --------------- | --------------- | ------------------ | ---------- | ---------- |
|                 |                 |                    | 06.11.2002 | 10.11.2002 |
| Borac           | 6 - 2           | Podgrmeč           | 4 - 1      | 2 - 1      |
| Modriča         | 2 - 0           | Posušje            | 2 - 0      | 0 - 0      |
| Grude           | 2 - 3           | Leotar             | 1 - 0      | 1 - 3      |
| Široki Brijeg   | 2 - 1           | Čelik              | 1 - 0      | 1 - 1      |
| Rudar Kakanj    | 5 - 4           | Ljubić Prnjavor    | 3 - 1      | 2 - 3      |
| Zrinjski        | 1 - 1 (4-2 dtr) | Radnik Bijeljina   | 1 - 0      | 0 - 1      |
| Troglav         | 1 - 10          | Sarajevo           | 0 - 3      | 1 - 7      |
| Kozara          | 4 - 4 (gfc)     | Sloboda            | 3 - 0      | 1 - 4      |
| Saobraćajac     | 2 - 2 (3-5 dtr) | Brotnjo            | 1 - 1      | 1 - 1      |
| Sloga Prud      | 2 - 12          | Željezničar        | 1 - 7      | 1 - 5      |
| Jedinstvo Bihać | 11 - 2          | Budućnost Banovići | 7 - 0      | 4 - 2      |
| Velež           | 6 - 1           | Bosna Visoko       | 4 - 0      | 2 - 1      |
| Rudar Ugljevik  | 7 - 5           | Mladost Gacko      | 5 - 0      | 2 - 5      |
| Glasinac        | 3 - 1           | Sloga Tojšići      | 2 - 0      | 1 - 1      |
| Orašje          | 2 - 1           | Slavija            | 1 - 1      | 1 - 0      |
| Žepče           | 4 - 2           | Goražde            | 3 - 1      | 1 - 1      |

## Ottavi di finale
| Squadra 1     | Totale | Squadra 2       | Andata     | Ritorno    |
| ------------- | ------ | --------------- | ---------- | ---------- |
|               |        |                 | 27.11.2002 | 30.11.2002 |
| Rudar Kakanj  | 5 - 8  | Zrinjski        | 5 - 0      | 0 - 8      |
| Glasinac      | 0 - 2  | Modriča         | 0 - 0      | 0 - 2      |
| Željezničar   | 4 - 3  | Jedinstvo Bihać | 4 - 1      | 0 - 2      |
| Široki Brijeg | 6 - 7  | Velež           | 6 - 2      | 0 - 5      |
| Borac         | 8 - 1  | Orašje          | 5 - 0      | 3 - 1      |
| Leotar        | 4 - 2  | Brotnjo         | 3 - 0      | 1 - 2      |
| Sarajevo      | 7 - 0  | Rudar Ugljevik  | 4 - 0      | 3 - 0      |
| Kozara        | 2 - 6  | Žepče           | 1 - 1      | 1 - 5      |

## Quarti di finale
| Squadra 1 | Totale          | Squadra 2   | Andata     | Ritorno    |
| --------- | --------------- | ----------- | ---------- | ---------- |
|           |                 |             | 15.02.2003 | 05.03.2003 |
| Leotar    | 13 - 2          | Velež       | 10 - 0     | 3 - 2      |
| Borac     | 1 - 2           | Zrinjski    | 1 - 0      | 0 - 2      |
| Modriča   | 2 - 3           | Željezničar | 2 - 1      | 0 - 2      |
| Sarajevo  | 2 - 2 (3-4 dtr) | Žepče       | 1 - 1      | 1 - 1      |

## Semifinali
| Squadra 1 | Totale          | Squadra 2   | Andata     | Ritorno    |
| --------- | --------------- | ----------- | ---------- | ---------- |
|           |                 |             | 19.03.2003 | 09.04.2003 |
| Leotar    | 1 - 1 (6-5 dtr) | Zrinjski    | 1 - 0      | 0 - 1      |
| Žepče     | 1 - 3           | Željezničar | 1 - 1      | 0 - 2      |

## Finale
| Arbitro: | Zijad Čanić (Prijedor) |

| |            | |
| Božović Čorlija Šaraba Vučinić Popović Đorđević Milenković Mulina Kerkez (53' Stojanović) Krunić (68' Jovanović) Delibašić | Formazioni | Hasagić Jahić Kajtaz (90+5' Smailagić) Mulalić Alihodžić Čosić Bajkuša Karić Gredić (67' Mešić) Muharemović Guvo (77' Radonja). |
| Mile Jovin | Allenatori | Amar Osim |

| Arbitro: | Novo Panić (Doboj) |

| |            | |
| Mešić 14’ Gredić 33’ (rig.)                                                                             | Marcatori  | |
| Hasagić Jahić Kajtaz Mulalić Alihodžić Karić Čosić Avdija Gredić (63' Bajkuša) Guvo (84' Aleksić) Mešić | Formazioni | Golubović Šaraba Mišeljić (40' Jovanović, 81' Janković) Mulina Kerkez Krunić (46' Stojanović) Delibašić Milenković Čorlija Popović Vučinić |
| Amar Osim                                                                                               | Allenatori | Mile Jovin |